# Sulechowo
Sulechowo (niem. (Groß-) Soltikow) – wieś w Polsce położona w województwie zachodniopomorskim, w powiecie sławieńskim, w gminie Malechowo.
W latach 1975–1998 miejscowość administracyjnie należała do województwa koszalińskiego.
Inne miejscowości z prefiksem Sulech: Sulechówko, Sulechów